# Yura Movsisyan
Yura Movsisyan (armeni: Յուրա Մովսիսյան)  (Bakú, 2 d'agost de 1987) és un futbolista armeni de la dècada de 2010. Fou internacional amb la selecció d'Armènia. Pel que fa a clubs, defensà els colors de Kansas City Wizards, Real Salt Lake, Randers, FC Krasnodar, FC Spartak Moscou o Chicago Fire.